# Fagraea peninsularis
Fagraea peninsularis är en gentianaväxtart som beskrevs av Khoon Meng Wong och J.B. Sugau. Fagraea peninsularis ingår i släktet Fagraea och familjen gentianaväxter. Inga underarter finns listade i Catalogue of Life.